# Jin Xiaomei
Jin Xiaomei (1 de janeiro de 1983) é uma futebolista chinesa que atua como defensora.

## Carreira
Jin Xiaomei integrou o elenco da Seleção Chinesa de Futebol Feminino, nas Olimpíadas de 2004.